# Jiří Lundák
Jiří Lundák (født 31. august 1939 i Prag) er en tjekkoslovakisk tidligere roer og dobbelt olympisk medaljevinder.

## Rokarriere
Lundák var med i Tjekkoslovakiets otter ved OL 1960 i Rom. Besætningen bestod derudover af Bohumil Janoušek, Jan Jindra, Jan Švéda, Stanislav Lusk, Luděk Pojezný, Václav Pafkovič, Josef Věntus og styrmand Miroslav Koníček. De vandt her deres indledende heat og var dermed kvalificeret til finalen. Her var det den tyske båd, der var hurtigst og fik guld, mens Canada fik sølv og Tjekkoslovakiet bronze. Han var fortsat med, da tjekkoslovakkerne vandt EM-bronze i 1963, og igen ved OL 1964 i Tokyo. Her bestod besætningen ud over ham også af Petr Čermák, JBohumil Janoušek, Jan Mrvik, Július Toček, Josef Věntus, Luděk Pojezný, Richard Nový og styrmand Miroslav Koníček. Efter at have vundet deres indledende heat kunne de ikke stille noget op med de suveræne amerikanere, der vandt guld, og sølvvinderne fra Tyskland, men de erobrede endnu en OL-bronzemedalje.

## OL-medaljer
- 1960:  Bronze i otter
- 1964:  Bronze i otter